# Liste der Monuments historiques in Bercloux
Die Liste der Monuments historiques in Bercloux führt die Monuments historiques in der französischen Gemeinde Bercloux auf.

## Liste der Objekte
| Bezeichnung            | Beschreibung | Standort | Kennzeichnung | Schutzstatus | Datum | Bild |
| ---------------------- | --- | -------- | ------------- | ------------ | ----- | ---- |
| Liturgische Bekleidung | Kasel, Stola, Manipel, Burse; Stoff, 18./19. Jahrhundert; ursprünglich in der Kirche Notre-Dame de l’Assomption, jetzt in der Kathedrale Saint-Louis in La Rochelle | (Lage)   | PM17001683    | Inscrit      | 1991  |      |